# Vrbnje
Vrbnje – wieś w Słowenii, w gminie Radovljica. W 2018 roku liczyła 357 mieszkańców.